# Федорів Тетяна Миколаївна
Тетяна Миколаївна Микитів (у шлюбі — Федорів; 26 січня 1922, х. Веснівка, поблизу с. Денисів, Польща — 4 липня 1989, м. Едмонтон, Канада) — українська письменниця, мисткиня, активістка, діячка ОУН. Шевченківська медаль Комітету українців Канади (1983).

## Життєпис
Після закінчення Бережанської торгової школи працювала в Союзі кооператив у містечку, нині смт Козова. Під час німецько-радянської війни організувала на родинному хуторі ланку ОУН.
У 1944 році виїхала до Австрії, у переселенському таборі — організаторка танцювальної групи; 1948 року еміґрувала до Канади. В Едмонтоні: організаторка і керівниця жіночого хору «Верховина», танцювальної групи «Дунай» і драматичного гуртка; голова Об'єднання жінок ЛВУ та культурно-освітньої референтури Організації Українського визвольного фронту, співзасновниця й активістка Спілки української молоді.

## Творчість
Авторка віршів, пісень; сценічних картин «Леся на Тарасовій горі», «Андріївський вечір», «Нескоримим», «В ніч під Івана Купала», «Колядники з України», «В ніч під Великдень» та інших, інсценізацій, монтажів, літературних творів, опублікованих у пресі та збірниках.
Виготовляла і розписувала кераміку (за трипільськими мотивами), вишивальниця, учасниця мистецьких виставок. Упорядниця і редакторка книг.

## Пам'ять

Пам'ятник Тетяні Федорів в родинному селі

У 1992 році на подвір'ї школи в Денисові встановлено пам'ятник Тетяні Федорів (скульптор Іван Сонсядло). Видано збірку вибраних поезій та пісенних творів Тетяни Федорів «Я до вас ще повернуся...» (1993).